# Zündapp KS 750
La Zündapp KS 750 era una motocarrozzetta militare costruita dall'azienda tedesca Zündapp durante la seconda guerra mondiale per la Wehrmacht.

## Sviluppo
Nel novembre 1937 l'Oberkommando des Heeres (OKH) promosse la creazione di una moto militare non derivata da una precedente versione civile.
Questo progetto venne inoltrato alla Zündapp e alla BMW, e le moto avrebbero dovuto rispondere alle seguenti caratteristiche:
- capacità di trasporto di 500 kg, equivalente al peso di 3 soldati equipaggiati di tutto punto;
- potenza massima di 26 CV, al fine di permettere l'uso di benzina a ridotto numero di ottano;
- velocità massima di 95 km/h, velocità di crociera di 80 km/h e velocità minima di 6 km/h (per non distanziare le truppe in marcia);
- altezza dal suolo di 150 mm con possibilità di montare catene da neve sotto i parafanghi;
- gomme da 4,5 × 16"[1], le stesse della Volkswagen.

Pochi mesi dopo a queste richieste si aggiunsero l'adozione della retromarcia e la trazione sulla ruota del carrozzino, quest'ultima già vista su alcune BMW da record e da corsa e su varie moto militari di costruzione belga, francese e inglese (FN, Saroléa, Gillet-Herstal, Gnome et Rhône, Norton).
La Zündapp fu la prima a studiare un veicolo rispondente ai capitolati militari: nel 1938 fu messo in cantiere un modello che adottava soluzioni viste sulle moto civili della Casa di Norimberga: telaio rigido in lamiera stampata e motore bicilindrico boxer (in realtà a V di 170°, per allontanare le teste dal suolo) a valvole in testa di 700 cc, poi portato al 751 cc.
Poco dopo, i tecnici della BMW realizzarono la BMW R75. Sebbene le moto risultassero simili, gli ufficiali dell'esercito decisero che la KS 750 era superiore alla R75, motivo per cui proposero alla casa bavarese di produrre il modello Zündapp su licenza. Dopo un primo rifiuto, le due case motociclistiche si accordarono per la produzione di entrambi i modelli con un'unificazione di molti dei pezzi di ricambio: in comune erano il differenziale (brevettato dalla Zündapp), le ruote a raggi, i freni (a comando idraulico al posteriore) e altri particolari, oltre che i carrozzini assemblati (nelle versioni BW 40 e BW 43) da aziende specializzate tedesche.
Nella tarda primavera 1941, dopo un anno di sperimentazione, fu iniziata la produzione in serie. I sidecar si dimostrarono presto pesanti, complicati da guidare e da riparare, poco confortevoli e costosi da produrre, tanto che dal 1943 vari reparti di Kradschützen furono equipaggiati con Kübelwagen e Schwimmwagen, egualmente costose ma con maggiore capacità di carico.
La produzione della KS 750 proseguì nonostante i bombardamenti che colpirono gli stabilimenti di Norimberga, cessando nel 1946, con gli ultimi esemplari costruiti in versione civile. Il numero di unità prodotte complessivamente ammonta a 18.635.

## Tecnica
Come propulsore per il KS 750 fu scelto un motore a due cilindri a V di 170° di 751 cc che erogava 26 CV a 4000 giri. Abbinato a questo propulsore venne inserito un cambio a 4 velocità con comando a mano e a pedale. Tale cambio trasmetteva la potenza tramite un albero di trasmissione con differenziale collegato alle ruote posteriori. La sospensione della ruota anteriore era a parallelogramma regolabile con ammortizzatore idraulico, mentre quella del sidecar era a barra di torsione. L'impianto frenante era costituito da tre freni a tamburo, il posteriore a comando idraulico. Il telaio aveva una struttura a doppia cella tubi ovali. Il serbatoio poteva contenere fino a 23 litri di carburante.